# Bragançãos
Os Bragançã são uma família nobre de Portugal, com origem no reino de Leão, com grandes porções de terra na atual região de Trás-os-Montes, e uma grande ligação à terra de Bragança e que se prolongavam para Leão. O seu relato fundador advém de um rapto de uma princesa arménia (segundo conta o Livro de Linhagens do Deão), e dela descenderia toda a família, conferindo-lhe uma dignidade quase régia, uma vez que desta forma estavam em pé de igualdade com o próprio rei de Portugal Afonso Henriques, também descendente de reis por via materna.
O casamento de Fernão Mendes II de Bragança com uma irmã deste rei leva a uma fixação da família mais permanente em Portugal e a uma integração efetiva da região de Trás-os-Montes no Reino de Portugal.
Das cinco linhagens, os Bragançãos terão sido a que nunca terá adotado o sistema linhagístico de primogenitura, levando até ao fim a lei visigótica da partição da terra por entre todos os filhos, podendo ser essa uma das principais causas da extinção da linhagem.

## Senhores da Casa de Bragança

### Casa de Bragança D.Mendo Alão(Bretanha, c. 1000, —Bragança, c. 1050)
- D. Fernão Mendes I O Velho (c.1030 - agosto de 1117),
- D. Mendo Fernandes I
- D. Fernão Mendes II O Bravo (c.1095 - c.1160)
- D. Pedro Fernandes (antes de 1169-depois de 1194)

## Genealogia dos primeiros Senhores de Bragança
- D. Alão, c.c. ? de Vaspuracânia (segundo o Livro Velho de Linhagens)[3], filha ou neta do Senequerim-João de Vaspuracânia[4]
  - D. Mendo Alão, c.c. ? de Vaspuracânia (segundo o Livro de Linhagens do Deão)[3], filha ou neta do rei Senequerim-João de Vaspuracânia[4]
    - D. Fernão Mendes I de Bragança O Velho (c.1030 - agosto de 1117), c.c. ? de Leão e Castela, (segundo os Livros de Linhagens)[3], filha de Afonso VI de Leão
      - D. Mendo Fernandes I de Bragança, c.c. D. Sancha Viegas de Baião
        - D. Fernão Mendes II de Bragança O Bravo (c.1095-c.1160), c.c. 1) D. Teresa Soares da Maia 2) D. Sancha de Portugal
          - 1) D. Pedro Fernandes de Bragança (antes de 1169 - depois de 1194), c.c. D. Fruilhe Sanches de Barbosa
            - D. Garcia Pires I de Bragança O Ledrão, c.c. D. Gontinha Soares de Tougues Carnes Más
              - D. Pedro Garcia de Bragança, 1) c.c. D. Sancha Osores 2) D. Mor Garcia de Bragança, sua irmã e barregã:
                - 1)  D. Teresa Pires II de Bragança, c.c. D. João Martins da Maia
                - 1)  D. Garcia Pires II de Bragança
                - 2)  D. Martim Pires Tavaia, c.c. D. Aldonça Pais Marinho
                  - D. Aldonça Martins Tavaia, c.c. D. Rui Nunes de Chacim

              - D. Fernão Garcia de Bragança, de barregã teve:
                - D. Pedro Fernandes II de Bragança O Pequeno

              - D. Mor Garcia de Bragança, teve uma relação com seu irmão Pedro Garcia, e de uma outra ligação ilegítima com outro cavaleiro teve ainda:
                -  ?, c.c. Pero Mendes Testa

              - D. Teresa Garcia de Bragança, c.c. D. Fernão Pires Manrique
              - D. Elvira Garcia de Bragança, c.c. D. Ordonho Álvares das Astúrias

            - D. Fernão Pires de Bragança, c.c. ? das Astúrias
              - D. Fernão Fernandes de Bragança, c.c. Maria Pires

            - D. Vasco Pires de Bragança O Veirão (m. depois de 1205), c.c. D. Sancha Pires de Baião
              - D. Nuno Vasques de Bragança, c.c. D. Urraca Pires da Nóvoa
                - D. Gonçalo Nunes de Bragança, de barregã teve:
                  -  ? Gonçalves de Bragança

                - D. Urraca Nunes II de Bragança, c.c. Fernão Rodrigues Cabeça de Vaca

              - D. Sancha Vasques de Bragança
              - D. Elvira Vasques de Bragança, c.c. D. Pedro Soares de Tougues
              - D. Maria Vasques de Bragança, c.c. D. Nuno Fernandes de Gosende
              - D. Urraca Vasques de Bragança, c.c. D. Fernão Pires de Lumiares

            - D. Nuno Pires de Bragança (1170-?), de barregã, Maria Fogaça, teve:
              - D. Rui Nunes de Bragança, Coldre
              - D. Fruilhe Nunes de Bragança, c.c. D. Martim Pires de Chacim

            - D. Sancha Pires de Bragança, c.c. D. Ermígio Mendes de Ribadouro
            - D. Teresa Pires I de Bragança, c.c. D. Afonso Hermiges de Baião

          - 1) D. Mem Fernandes II de Bragança

        - D. Rui Mendes de Bragança, morto por seu irmão Fernão, segundo os Livros de Linhagens
        - D. Urraca Mendes de Bragança, c.c. 1) D. Diogo Gonçalves de Cête 2) D. Soeiro Pais Mouro de Paiva
        - D. Nuno Mendes de Bragança, c.c. D. Dórdia Mendes de Ribadouro
          - D. Sancho Nunes de Bragança, c.c. ?
            - D. Mendo Sanches de Bragança, c.c. ?
            - D. Teresa Sanches de Bragança (fl.1199), c.c. ?

          - D. Urraca Nunes I de Bragança, c.c. D. Paio Moniz de Ribeira, D. Fernão Pires de Lumiares
          - D. Mendo Nunes de Bragança
          - D. Teresa Nunes de Bragança

      - D. Afonso Fernandes de Bragança

    - D. Ouroana Mendes de Bragança, c.c. D. Fafes Sarracins de Lanhoso